# Літхай
Літхай (тай. ลิไทย; бл. 1300–1368) — 6-й правитель Сукотай з династії Пху Руанг у 1347-1368 роках, буддійський філософ і письменник.

## Життєпис
Був сином Лертхая. Спочатку призначається уппаратом (віцекоролем) в важливому ремісничому центрі Сі Сатчаналай. Близько 1347 року успадкував владу, взявши ім'я Маха Таммарача I.
Побудував найбільше зображення Будди — Прапуттачиннарат. Він зробив багато копій сліду Будди та перебудував Ват Махатхат у Пхітсанулоку. У настінних написах оголосив онамаганні досягнути стану Будди. Вірність буддизму та його релігійні праці дали йому титул дхармараджа або дхармікараджа.
Йому спадкував син Леутхай.

## Творчість
Автор тайськомовної релігійно-філософської праці «Три Бхумі Пра Руанг» («Три світу Пха Руанг»), що описує різні світи буддистської космології, і той шлях, який карма вказує живій істоті з одного світу в інший. Десять чеснот правителя були визначені як керівні принципи для тайських монархів.